# Vladimir Levensjtejn
Vladimir Iosifovitj Levensjtejn (ryska: Владимир Иосифович Левенштейн), även Levenshtein, född 20 maj 1935 i Moskva, Ryssland, död 6 september 2017 i Moskva, var en rysk matematiker och vetenskapsman känd för sin forskning inom informationsteori, felkorrigerande koder och kombinatorisk design, och för Levenshteinavståndet och en Levenshtein-algoritm, som han utvecklade 1965.
År 2006 mottog han, för sina insatser om felkorrigerande koder och informationsteori, Richard W. Hamming-medaljen av IEEE där han var medlem i IEEE Information Theory Society.

## Karriär och vetenskapligt arbete
Levensjtejn tog 1958 examen från Moskvauniversitetet där han studerade vid fakulteten för mekanik och matematik. Efter examen arbetade han som forskningsprofessor vid M.V Keldysh Institute of Applied Mathematics vid Ryska Vetenskapsakademin.
Levenshtein-avståndet och hans design och gränser används i stor utsträckning i många ingenjörs-, statistik- och bioinformatikapplikationer. Hans senaste studie om effektiv avkodning av information baserad på observation av flera korrupta kopior förväntas ha tillämpningar inom så olika områden som datavetenskap, molekylärbiologi, DNA-analys, taligenkänning och till och med plagiatupptäckt.

## Publikationer (urval)
- Levenshtein, V. I. (1965), ”Binary codes capable of correcting deletions, insertions, and reversals.”, Doklady Akademii Nauk SSSR 163 (4):  845–848, http://mi.mathnet.ru/eng/dan31411
- Delsarte, P.; Levenshtein, V. I. (1998), ”Association schemes and coding theory”, IEEE Transactions on Information Theory 44 (6):  2477–2504, doi:10.1109/18.720545
- V.I. Levenshtein, Application of Hadamard matrices to a problem in coding theory, Problems of Cybernetics, vol.  5, GIFML, Moscow, 1961, 125–136.
- V.I. Levenshtein (1961), ”Self-adaptive automata for decoding messages”, Doklady Akademii Nauk SSSR 141 (6):  1320–1323, http://mi.mathnet.ru/eng/dan25923
- V.I. Levenshtein, On some coding systems and self-tuning machines for decoding messages, Problems of Cybernetics, vol.  11, GIFML, Moscow, 1964, 63–121.
- V.I. Levenshtein, Decoding automata invariant with respect to the initial state, Problems of Cybernetics, vol.  12, GIFML, Moscow, 1964, 125–136.
- V.I. Levenshtein (1965), ”On a Method of Solving the Problem of Synchronizing a Chain of Automata in Minimal Time”, Problemy Peredachi Informatsii 1 (4):  20–32, http://mi.mathnet.ru/eng/ppi758
- V.I. Levenshtein, Binary codes providing synchronization and correction of errors, Abstracts of short scientific reports of the International Congress of Mathematicians, Section 13, Moscow, 1966, 24.
- V.I. Levenshtein, Asymptotically optimal binary code with correction of occurrences of one or two adjacent characters, Problems of Cybernetics, vol.  19, Science, Moscow, 1967, 293–298.
- V.I. Levenshtein (1968), ”On the Synchronization of Two-Way Networks of Automata”, Problemy Peredachi Informatsii 4 (4):  49–62, http://mi.mathnet.ru/eng/ppi1872
- V.I. Levenshtein (1971), ”One Method of Constructing Quasilinear Codes Providing Synchronization in the Presence of Errors”, Problemy Peredachi Informatsii 7 (3):  30–40, http://mi.mathnet.ru/eng/ppi1646
- V.I. Levenshtein, Upper Bounds for Codes with Fixed Weight of Vectors, Probl.  before.  Inform., 7, 4, 1971, 3–12.
- V.I. Levenshtein (1974), ”Minimum Redundancy of Binary Error-Correcting Codes”, Problemy Peredachi Informatsii 10 (2):  26–42, http://mi.mathnet.ru/eng/ppi1027
- V.I. Levenshtein, Elements of coding theory, In the book.  Discrete mathematics and mathematical questions of cybernetics, Nauka, Moscow, 1974, 207–305.
- V.I. Levenshtein, On the maximum filling density of an n-dimensional Euclidean space with equal balls, Matematicheskie Zametki, 18, 2, 1974, 301–311.
- VI Levenshtein, Methods for obtaining bounds in metric problems of coding theory, Proc.  of the 1975 IEEE-USSR Joint Workshop on Information Theory, New York, 1976, 126–143.
- G.A.  Kabatiansky, V.I. Levenshtein, On Boundaries for Packages on the Sphere and in Space, Probl.  before.  inform., 14, 1, 1978, 3-25.
- V.I. Levenshtein, On the choice of polynomials for obtaining boundaries in packaging problems, VII All-Union Conference on the Theory of Coding and Information Transfer, Part II, Moscow - Vilnius, 1978, 103–108.
- V.I. Levenshtein, Borders for packaging of metric spaces and some of their applications, Problems of cybernetics, vol.  40, Science, Moscow, 1983, 43–110.
- VI Levenshtein, Packing of polynomial metric spaces, Third International Workshop on Information Theory, Convolutional codes;  multi-user communication, Sochi, 1987, 271–274.
- VI Levenshtein, Perfect deletion-correcting codes as combinatorial designs, Proc.  of the Second International Workshop: Algebraic and Combinatorial Coding Theory, Leningrad, USSR, 1990, 137–140.
- VI Levenshtein, Designs as maximum codes in polynomial metric spaces, Acta Applicandae Mathematicae, vol. 29 (1992), 1-82.
- VI Levenshtein, Bounds for self-complementary codes and their applications, in Eurocode-92.  CISM Courses and Lectures, vol.  339. Springer-Verlag, Wien-New-York, 1993, 159–171.
- VI Levenshtein, Bounds for codes as solutions of extremum problems for systems of orthogonal polynomials, Applied Algebra, Algebraic Algorithms and Error-Correcting Codes, Lectures Notes in Computer Science, vol.  673, Springer-Verlag, 1993, 25–42.
- T. Ericson and VI Levenshtein, Superimposed codes in the Hamming space, IEEE Trans.  Inform.  Theory, vol.  40, no.  6 (1994), 1882–1893.
- VI Levenshtein, Krawtchouk polynomials and universal bounds for codes and designs in Hamming spaces, IEEE Trans.  Inform.  Theory, vol.  41, no.  5 (1995), 1303–1321.
- VI Levenshtein, Reconstructing binary sequences by the minimum number of their subsequences or supersequences of a given length.  Proceedings of Fifth Intern.  Workshop on Algebr.  and Combin.  Coding Theory, Sozopol, Bulgaria, June 1–7, 1996, 176–183.
- VI Levenshtein, Lower bounds on crosscorrelation of codes.  Proceedings of IEEE Fourth Intern.  Symp  on Spread Spectrum Techniques and Appl., Mainz, Germany, September 22–25, 1996, 657–661.
- T. Helleseth, T. Klove, and VI Levenshtein, On the information function of an error-correcting code, IEEE Trans.  Inform.  Theory, vol.  43, no.  2 (1997), pp. 549–557.
- VI Levenshtein, Universal bounds for codes and designs, in Handbook of Coding Theory, VS Pless and WC Huffman, Eds., Amsterdam: Elsevier, vol.  1, 499–648, 1998.
- VI Levenshtein, On designs in compact metric spaces and a universal bound on their size, Discrete Mathematics, vol.  192 (1998), 251–271.
- VI Levenshtein, Equivalence of Delsarte's bounds for codes and designs in symmetric association schemes and some applications, Discrete Mathematics, vol.  197/198 (1999), 515–536.
- IN AND.  Levenshtein, On designs in continuous unit cubes, Proceedings of the IV International Conference: Discrete models in the theory of control systems, Moscow State University, MAKS Press, 2000, 62–64.
- VI Levenshtein, Efficient reconstruction of sequences, IEEE Trans.  Inform.  Theory, vol.  47, no.  1 (2001), 2-22.
- VI Levenshtein, Efficient reconstruction of sequences from their subsequences or supersequences, Journal of Combin.  Theory, Ser.  A, vol.  93, no.  2 (2001), 310–332.

## Utmärkelser och hedersbetygelser
- IEEE Richard W. Hamming Medal,  2006[3]
- IEEE Fellow

[Redigera Wikidata]